# Wijitapura
Wijitapura o Wijitigama fou una ciutat de Sri Lanka, fundada probablement al segle v pel príncep Wijaya, cunyat del rei Panduvasadeva. Va esdevenir una ciutat fortificada.
El segle ii aC fou conquerida pel rei Gamani de Ruhunu la va conquerir al rei Elalan de Rajarata després d'un setge d'entre quatre i sis mesos.